# Treize Vies
Pour plus de détails, voir Fiche technique et Distribution.
Treize Vies (Thirteen Lives) est un film dramatique américano-britannique réalisé par Ron Howard et sorti en 2022. Il revient sur les opérations de secours de la grotte de Tham Luang en Thaïlande, en 2018.
Le film sort en sortie limitée en salles dans certains pays mais est majoritairement diffusé sur Prime Video.

## Synopsis
En juin 2018, douze jeunes footballeurs d'une équipe de football et leur entraîneur se retrouvent bloqués dans une grotte du massif de Doi Nang Non, en Thaïlande. En raison d'une importante montée des eaux, l'opération de sauvetage prend du temps, malgré les énormes moyens déployés. De nombreux experts étrangers viennent en aide aux autorités thaïlandaises, dont les Britanniques Rick Stanton et John Volanthen, spécialistes de la plongée souterraine et membres de la Cave Rescue Organisation.

## Fiche technique
Sauf indication contraire, les informations mentionnées dans cette section peuvent être confirmées par la base de données cinématographiques IMDb,  présente dans la section « Liens externes ».
- Titre original : Thirteen Lives
- Titre français : Treize Vies
- Réalisation : Ron Howard
- Scénario : William Nicholson
- Musique : Benjamin Wallfisch
- Direction artistique : Brandt Gordon
- Décors : Molly Hughes
- Costumes : Tess Schofield
- Photographie : Sayombhu Mukdeeprom
- Montage : James D. Wilcox
- Production : William M. Connor, Brian Grazer, Karen Lunder, Gabrielle Tana et P. J. van Sandwijk
- Production déléguée : Carolyn Marks Blackwood, Jason Cloth, Aaron L. Gilbert, Michael Lesslie et Marie Savare
- Sociétés de production : Metro-Goldwyn-Mayer, Storyteller Productions, Bron, Imagine Entertainment et Magnolia Mae
- Sociétés de distribution : United Artists Releasing (États-Unis), Prime Video (France)
- Pays de production :  États-Unis,  Royaume-Uni
- Langues originales : anglais et thaï
- Format : couleur
- Genre : drame, survie
- Durée : 149 minutes
- Dates de sortie[2] :
  - États-Unis : 29 juillet 2022 (sortie limitée)
  - France : 5 août 2022 (Prime Video)
- Classification[3] :
  - États-Unis : PG-13

## Distribution
- Viggo Mortensen (VF : Bernard Gabay ; VQ : Pierre Auger) : Rick Stanton (en), spécialiste de la plongée souterraine
- Colin Farrell (VF : Boris Rehlinger ; VQ : Martin Watier) : John Volanthen (en), spécialiste de la plongée souterraine et membre de la Cave Rescue Organisation
- Joel Edgerton (VF : Jérémie Covillault ; VQ : Louis-Philippe Dandenault) : Richard Harris (en), anesthésiste
- Sukollawat Kanarot : Saman Kunan
- Thiraphat Sajakul : Anand
- Sahajak Boonthanakit (VQ : Paul Sarrasin) : Narongsak Osatanakorn
- Vithaya Pansringarm : le général Anupong Paochinda (en)
- Teeradon Supapunpinyo : Ekkaphon Chanthawong
- Nophand Boonyai (VF : Kengo Saito) : Thanet Natisri
- Tom Bateman (VF : Damien Ferrette ; VQ : François-Simon Poirier) : Chris Jewell
- Paul Gleeson (VF : Jacques Bouanich ; VQ : Frédéric Desager) : Jason Mallinson
- Lewis Fitz-Gerald (VQ : Jacques Lavallée) : Vernon Unsworth
- Peter Knight : Capitaine de la police Bas
- U Gambira : Kruba Boonchum

## Production
En avril 2020, Ron Howard est annoncé comme réalisateur d'un film basé sur les opérations de secours de la grotte de Tham Luang en Thaïlande en 2018, d'après un scénario écrit par William Nicholson. En mai, Metro-Goldwyn-Mayer acquiert les droits du film.
En mars 2021, Viggo Mortensen, Colin Farrell et Joel Edgerton sont annoncés dans les rôles principaux.
Le tournage débute le 29 mars 2021 en Australie, dans l'État de Queensland. Il se déroule à Gold Coast et ses environs (Village Roadshow Studios, parc national de Springbrook). Quelques scènes sont filmées en Thaïlande,,.